# فایدون
فایدون (به یونانی: Φαίδων) یکی از مکالمات افلاطون است که به شرح واپسین لحظات حیات سقراط می‌پردازد.

## خلاصه مکالمه

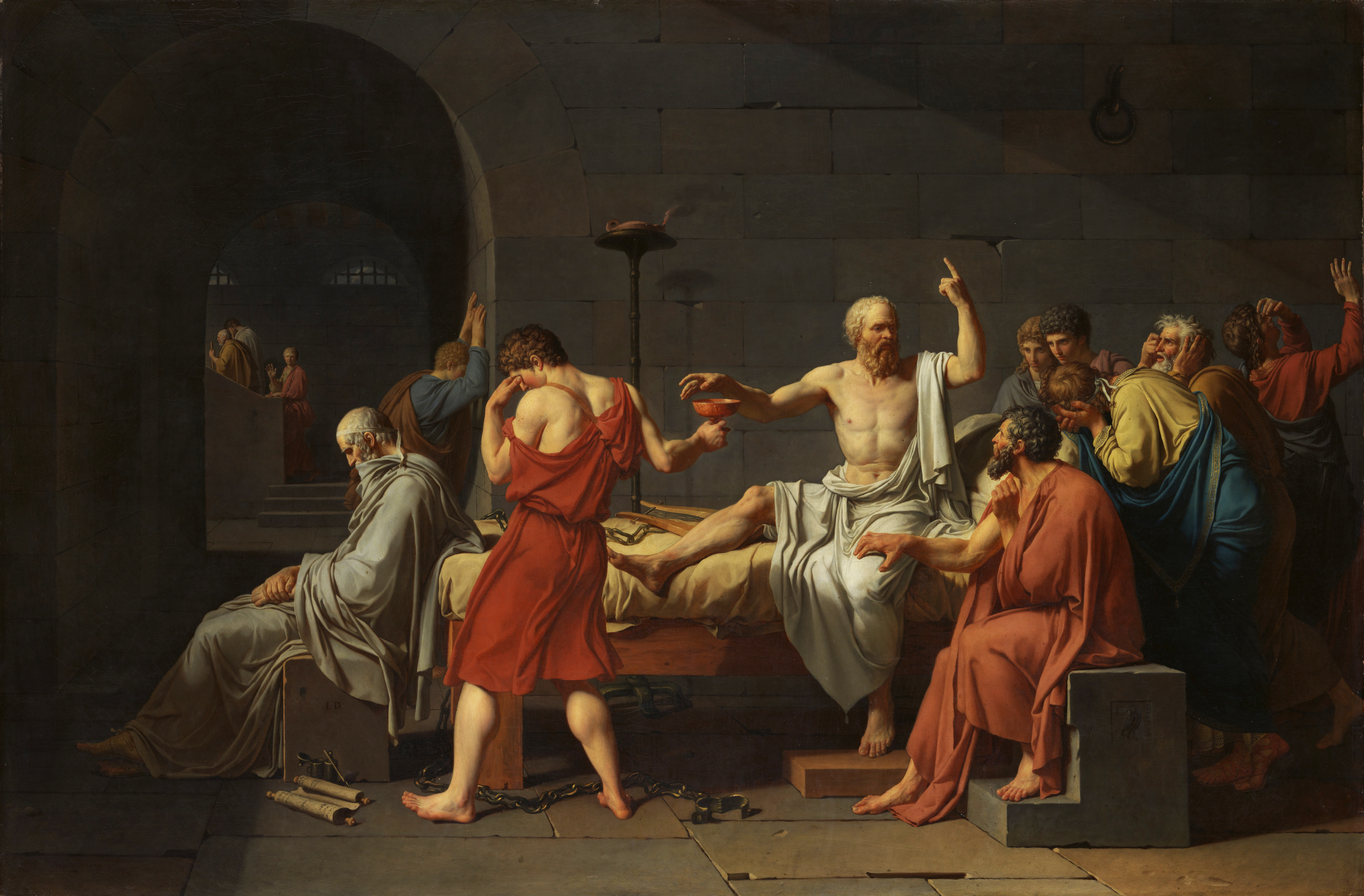
تابلوی مرگ سقراط، اثر ژاک لوئی داوید؛ نگهداری در موزهٔ متروپولیتن نیویورک.

سقراط پس از توضیح راجع به علّت رد کردن پیشنهاد فرار، به شاگردان می‌گوید: «دغدغه به خود راه ندهید و به خود بگویید که فقط جسم مرا به خاک خواهید گذاشت.»
افلاطون در مکالمهٔ فیدون می‌نویسد که پس از گفتن این جملات، سقراط برای استحمام به اتاق دیگری می‌رود. پس از استحمام نیز مدتی در همان اتاق می‌ماند تا اینکه نزدیک غروب آفتاب به نزد شاگردانش بازمی‌گردد. همین هنگام زندانبان می‌رسد و به سقراط می‌گوید که او را نجیب‌ترین و شریف‌ترین و بهترین کسانی می‌داند که به این زندان آمده‌اند. «من می‌دانم که حتی در این وضع تو به من خشم نخواهی گرفت و خشم تو متوجه جنایت‌کاران حقیقی خواهد بود که آن‌ها را می‌شناسی.» زندانبان سپس با اندوه خارج می‌شود.
سقراط از زندانبان در نزد شاگردانش تمجید می‌کند و او را جوان‌مرد می‌خواند. سپس از کریتو می‌خواهد که جام زهر را برایش بیاورد. کریتو به سقراط می‌گوید که عجله نکند زیرا هنوز شعاع خورشید روی تپّه‌ّاست و سقراط همچنان مجال حیات دارد؛ افراد در موقعیت او، نخست خوب می‌خورند و می‌آشامند و حتّی برخی به عشق‌بازی می‌پردازند. سقراط پاسخ می‌دهد که: «آن‌ها که چنین می‌کنند بی‌دلیل نیست؛ زیرا آن‌ها خیال می‌کنند که از این کار نفعی می‌برند… من در این‌که جام زهر را دیرتر بخورم نفعی نمی‌بینم. اگر اندکی دیرتر بخورم خودم را مسخره خواهد کرد؛ زیرا خود را به زندگی علاقه‌مند نشان خواهم داد و از آنچه در نظر من هیچ است، برای خود ذخیره خواهم ساخت.»
سقراط از خادمی در زندان می‌پرسد که چه باید بکند و او پاسخ می‌دهد که کاری ندارد جز این‌که زهر را سر بکشد و مدتی راه برود تا در پای خود احساس سنگینی کند، پس از آن هم باید دراز بکشد تا زهر کار خود را بکند.
سقراط در میان هیاهوی فریاد و گریهٔ شاگردان چنین می‌کند، به تدریج بدنش رو به سرد و بی‌حس شدن پیش می‌رود. آخرین سخن او این بود که «ای کریتو ما باید خروسی به آسکلپیوس بدهیم؛ ادای دِین را فراموش نکنید.» توضیح آنکه مردم یونان قدیم چون از بیماری شفا می‌یافتند، خروسی نذر آسکلپیوس می‌کردند؛ و او از تب زندگی شفا یافته بود.
لحظه‌ای بعد سقراط تکانی می‌خورد و چشم‌هایش بی‌حرکت می‌ماند.

## مطالعهٔ بیشتر
- افلاطون (۱۳۵۷)، دورهٔ ۷ جلدی آثار افلاطون، ترجمهٔ محمدحسن لطفی، رضا کاویانی، تهران: انتشارات خوارزمی

دربارهٔ این مکالمه
- Plato, Phaedo, Plato. Plato in Twelve Volumes, Vol. 1 translated by Harold North Fowler; Introduction by W.R.M. Lamb. Cambridge, MA, Harvard University Press; London, William Heinemann Ltd. 1966. 1925. : full text (English & Greek)
- Gallop, David. Introduction.  Phaedo. Oxford: Oxford University Press, 1996. Vii-xxiii.